# Оскар Мелендо
Оскар Мелендо (ісп. Óscar Melendo, нар. 23 серпня 1997, Барселона) — іспанський футболіст, півзахисник клубу «Гранада».

## Ігрова кар'єра
Народився 23 серпня 1997 року в місті Барселона. Вихованець футбольної школи клубу «Еспаньйол».
У дорослому футболі дебютував 2016 року виступами за його другу команду, а невдовзі став гравцем основної команди.